# 文及翁
文及翁（？—？），字时学，号本心，绵州（今四川省绵阳市）人，徙居吴兴（今浙江湖州），南宋大臣。

## 生平
生卒年不詳。宋理宗宝祐元年（1253年）中一甲第二名进士，调任为昭庆军节度使掌书记。景定三年（1262年）五月，以太学录召试馆职，上奏公田之事，在朝野有名。担任秘书省正字，历任校书郎、秘书郎、著作佐郎、著作郎。宋度宗咸淳元年（1265年）六月，出知漳州。咸淳四年（1268年），以国子司业担任礼部郎官兼学士院权直兼国史院编修官、实录院检讨官。随后，文及翁以直华文阁知袁州。改任嘉兴军知府。任右史。改戶部侍郎。宋恭帝德祐元年（1275年）二月，以陈宜中知枢密院事，曾渊子同知枢密院事，资政殿学士、礼部侍郎文及翁签书枢密院事，倪普同签书枢密院事。三月，元兵迫进，临安戒严，签书枢密院事文及翁，同签书枢密院事倪普，让台谏弹劾自己，倪普没有等到奏章上达，就逃出临安府。入元，徵召不應。有文集二十卷，已佚。《全宋词》据《钱塘遗事》卷一辑其词一首。